# Мірам Едуард Ернестович
Едуард Ернестович Мірам (нім. Karl Eduard Miram) (нар. 4 (17) серпня 1811, Мітава, Російська імперія- 23 березня (5 квітня) 1877, Київ, Російська імперія) — фізіолог, зоолог, професор Київського університету німецького походження, завідувач кафедри фізіології, декан медичного факультету.

## Біографія

### Дитинство і навчання
Едуард Мірам народився у Мітаві, у родині купця 2-ї гільдії Ернеста Карла Мірама, протестанта-євангеліста. Мати - Марія Лангманн.
Навчався спочатку в училищі Спековіуса, пізніше у Мітавській гімназії. Батьки не мали можливості оплатити сину навчання в університеті, тому Едуард сподівався на допомогу багатих знайомих, які жили у Петербурзі. У вересні 1829 року він почав навчання у Петербурзькій медико-хірургічній академії. Впродовж двох років Мірам вивчав анатомію, яка викладалася професорами Петром Загорським і Іллею Буяльським більш якісно, ніж всі інші предмети. Таке навчання далі не влаштовувало Едуарда, тому з 5 вересня 1831 року він перевівся на медичний факультет Дерптського університету. Тут він зблизився з професором фізіології Мартином Ратке і професором анатомії Александром Гуком. За їх допомогою він отримав місце викладача природознавства у чоловічому пансіоні доктора філософії Раушенбаха, що дало йому постійний заробіток.

### У Вільні
Після закінчення університету влітку 1833 року на запрошення професора Едуарда Ейхвальда Мірам поступив помічником прозектора із порівняльної анатомії при Віленській медико-хірургічній академії. 10 вересня 1833 року Мірам прибув у Вільно, де йому облаштували квартиру поблизу зоологічного музею і анатомічного театру, а також виплачували регулярну грошову винагороду. Його також було призначено завідувачем зоологічного кабінету, він готував препарати для лекцій професорів Ейхвальда і Адамовича, досліджував будову тварин. 17 червня 1836 року Мірам витримав екзамен на ступінь лікаря, а 4 березня 1837 року був призначений прозектором порівняльної анатомії. З 20 грудня 1838 року йому було доручено читати лекції із порівняльної анатомії, а з 16 вересня 1839 року - ще й із зоології. З 8 березня 1840 року Мірам виконував обов'язки ад'юнкт-професора з анатомії.
Навесні 1840 року академію відвідав міністр народної освіти граф Сергій Уваров, який зокрема відвідав лекції Мірама та відзначив їх якість. Влітку того ж року було ухвалено рішення закрити Віленську академію, а її колекції і кабінети передати до новоствореного Київського університету святого Володимира. Міраму було запропоновано вирушити на закордонне навчання, на що він дав згоду. 7 грудня 1840 року наказом міністра його було відправлено за кордон на півтора року.

### Наукова подорож Європою
22 грудня 1840 Едуард Мірам виїхав з Вільна до Кенігсбергу в супроводі професора Ратке. Там він познайомився з професором Фрідріхом Бурдахом, приват-доцентом Адольфом Грубе і Карлом Буровом, з якими провів наукові співбесіди. 11 січня 1841 року Мірам приїхав до Берліна. Після зустрічей з професорами Йоганном Мюллером і Мартіном Ліхтенштайном розпочав відвідувати лекції з зоології, анатомії і фізіології, а також проводив дослідження в їх лабораторіях, куди мав вільний доступ.
1 (13) липня Мірам залишив Берлін і вирушив до Галле для вивчення анатомічної колекції Йоганна Меккеля. Звідти поїхав до Єни, Веймара, Ейзенаха, Касселя, Геттінгена, Марбурга, Гіссена, Дармштадта, Франкфурта-на-Майні. 27 липня (8 серпня) Мірам з Франкфурта вирушив до Вісбадена і Бонна, а звідти до Амстердама. Відвідавши Лейден, 13 (25) серпня приїхав до Лондона, де протягом місяця вивчав зокрема зоологію під керівництвом Річарда Овена. З Лондона відбув до Парижа, де знайомився з французькою наукою впродовж шести місяців. Зокрема прослухав курс експериментальної фізіології нервової системи.
З Парижа Мірам вирушив до Швейцарії для відвідин Берна і Базеля. У Цюриху він зустрівся з анатомом Фридріхом Генле  і зоологом Лоренцом Океном. 11 квітня Мірам через Мюнхен поїхав до Відня, де й залишався до 29 квітня. З Відня вирушив до Праги, Дрездена й Лейпцига. 13 травня переїхав до Галле, звідки через Берлін знову опинився у Кенігсберзі. 15 червня Мірам повернувся до рідної Мітави, а 6 липня приїхав до Вільна, де представив звіт про своє відрядження.

### У Київському університеті
31 липня 1842 року захистив дисертацію на ступінь доктора медицини «De ossibus nasi», після чого його було призначено ад'юнктом по кафедрах фізіології здорової і хворої людини, а вже 10 вересня того ж року - екстраординарним професором фізіології Київського університету. З 21 жовтня 1843 року Мірам був призначений ординарним професором. У 1842-43 роках читав також курс зоології.
З 27 грудня 1843 року працював лікарем при Київській поштовій конторі без оплати.
З 1842 до 1862 роки був завідувачем кафедри фізіології. У 1854-62 роках був деканом медичного факультету. 1862 року вийшов у відставку після 25-річного терміну служби.
Під час епідемій холери у 1847 і 1857 Мірам завідував двома лікарнями у Києві у Печерський і Пласкій частинах. Також працював дитячем лікарем.

### Родина
Був одружений з Емілією Лаупманн (1810-1890) з Лієпаї

## Наукова діяльність
Досліджував паразитичних червів. Описував вади розвитку. Досліджень з фізіології за час завідування кафедрою не проводив.
Був членом низки наукових товариств: 
- член-кореспондент Курляндського товариства словесності та тендітних мистецтв (з 15 червня 1839 року)
- член Імператорського московського товариства природознавців[ru] (з 20 жовтня 1839 року)
- член Віленського медичного товариства (з 8 грудня 1840 року)
- член Київського медичного товариства (з 29 жовтня 1843 року)
- член Королівського товариства північних антикваріїв (Копенгаген, з 27 серпня 1845 року)

Почесний доктор медицини і хірургії Кенігсберзького університету від 1842 року за відмінну роботу у Віленській медичній академії та за наукові праці з порівняльної анатомії.

### Основні роботи
- Bemerkungen über Ascaris megalocephala („Dorpater Jahrbücher“, 1834)
- Bemerkungen über die Anatomie des Pentastoma taonioides (Meckel's „Archiv“, Галле, 1834)
- Beitr. z. einer Anat. d. Pentastoma taenioides („Nova Acta Acad. Leopoldino-Carolinae“, 1837)
- Recherches sur l'anatomie d. Pent. taonioides („Annales des Sc. Natureles“, 1838)
- Ueber d. Lebenskraft d. Eingeweidewürmer (Wiegmann's „Archiv f. Naturgeschichte“, 1838)
- Ueber einige neue noch nicht beschriebene Eingeweidewürmer» («Bull. de la Soc. des Naturalistes de Moscou», 1840)
- Beobachtungen über d. schädliche Einwirkung thierischer Stoffe auf d. menschlichen Körper" (Wiegmann's «Archiv», 1838)
- Ueber den eigenthümlichen Bau d. Gehörorgans einiger Säugethiere" («Bull. de la Soc. des Naturalistes de Moscou», 1840)

#### Монографії
- Beitrag zu einer Anatomie des Pentastoma taenioides R. 1834 [Архівовано 14 липня 2014 у Wayback Machine.]